# Koen Fillet
Koenraad (Koen) Fillet (Antwerpen, 19 november 1962) is een Vlaams radio- en televisiepresentator en kunstschilder.
Hij studeerde een jaar grafiek en tekenkunst aan Sint-Lucas in Gent. Later begon hij voor Radio 1 te werken. Van 1998 tot 2001 presenteerde hij elke zaterdagmiddag met o.m. Betty Mellaerts Levende Lijven op Radio 1.  Hij werd bekend als medepresentator van het programma Jongens & Wetenschap waarin hij en Sven Speybrouck alledaagse fenomenen op een populair wetenschappelijke manier met de hulp van het publiek trachtten te beantwoorden. In juni 2004 werd na drie seizoenen de laatste aflevering uitgezonden. Fillet was medeauteur van twee wetenschappelijke boeken Jongens & Wetenschap, uitgegeven in 2002 en 2003. Hij presenteerde samen met Annemie Peeters het programma Wilde Geruchten op Radio 1, en dit gedurende drie seizoenen van 2005 tot 2007. 
Fillet trainde in 2006 voor deelname aan de New York City Marathon maar kon uiteindelijk niet deelnemen wegens een blessure. Er was enige controverse over deze deelname, omdat hij in interviews vertelde over zijn voorbereiding, terwijl hij op dat moment al wist dat hij niet ging deelnemen. Omdat hij tijdens de voorbereidingen gefilmd werd voor het tv-programma Overleven op Canvas werd hem gevraagd dit een tijdje stil te houden. Ondertussen is hij gestopt met lopen wegens de aanhoudende blessures.
Hij heeft ook De Grootste Belg gepresenteerd op Canvas, samen met Phara de Aguirre. Van 2007 tot 2009 presenteerde hij de programma's Feyten of Fillet (op weekdagen van 19 tot 20 uur, om de dag afgewisseld met Filip Feyten) en Ongehoorde Meningen (op zaterdag van 12 tot 13 uur). Hij deed van beide programma's ook de productie.
Van september 2010 tot eind juni 2022 presenteerde hij, opnieuw samen met Sven Speybrouck, het programma Interne keuken. Dit programma over geschiedenis, wetenschap en cultuur werd 's zaterdags uitgezonden op Radio 1.
In de zomer van 2014 presenteerde hij op Radio 1 #weetikveel afgewisseld met Kobe Ilsen en Chris Dusauchoit waarin zij op zoek gingen naar een antwoord op  vragen van de luisteraars. In 2015 verscheen het gelijknamige boek, met Ilsen en Fillet als auteurs. 
Sinds 2013 is Fillet actief als kunstschilder. Voor zijn mediacarrière studeerde hij beeldende kunsten aan het Sint-Lucas in Gent, maar zijn werk uit die periode heeft hij naar eigen zeggen vernietigd, waarna hij bijna 30 jaar lang niet meer actief was als beeldend kunstenaar. Sinds zijn eerste solotentoonstelling in Antwerpen in 2015 exposeert hij geregeld. In 2016 exposeerde hij op Kunstenfestival Watou, in 2017 en 2020 op Belgian Arts and Design in Gent.  Elke expo en reeks werken hebben een titel en thema.  
In 2017 verscheen het kunstboek The Trail, in samenwerking met Eric Rinckhout. The Trail is een reeks schilderijen van een houten buitentrap geschilderd vanuit verschillende oogpunten. 
In 2018 exposeerde hij de reeks In remembrance of those who did not change the course of history, in 2019 I used to see the beauty, now I see the truth. Lichaam zonder naam was het thema van een tentoonstelling in 2021.
In 2021 presenteerde Fillet tien afleveringen van de podcast Het geheugen van de mug voor Radio 1 waarvoor hij in gesprek ging met cultuurhistorici.
Op 11 oktober 2022 kondigde Fillet zijn ontslag aan bij de VRT. Hij zal zich concentreren op zijn schilderkunst en het maken van podcasts.
Hij maakt een podcast over kunstwerken voor The Phoebus Foundation, de kunststichting van Fernand Huts, en de podcast van Universiteit van Vlaanderen over wetenschap. 
Koen Fillet woont in Antwerpen, is getrouwd en heeft drie kinderen.